# قطعنامه ۲۲۴ شورای امنیت
قطعنامه ۲۲۴ شورای امنیت سازمان ملل متحد که در تاریخ ۱۴ اکتبر ۱۹۶۶ تصویب شد، سندی بین‌المللی دربارهٔ پذیرش اعضای جدید سازمان ملل متحد: بوتسوانا است. این قطعنامه طی نشست ۱۳۰۶ام
با ۱۵ موافق،۰ مخالف و۰ ممتنع تصویب شد.